# 科舍利夫卡 (切爾沃諾阿爾米西克區)
50°32′36″N 28°16′51″E / 50.54333°N 28.28083°E
科舍利夫卡（烏克蘭語：Кошелівка）是烏克蘭北部的村莊，隸屬日托米爾州的日托米爾區。該村面積2.68平方公里，海拔高度231米，2001年人口590，人口密度每平方公里220人。